# Have a Nice Day (альбом Roxette)
Have a Nice Day — шестой студийный альбом шведской группы Roxette, официально выпущенный во всём мире 22 февраля 1999 года (первое издание было выпущено в некоторых странах 17 февраля 1999 года). Был записан в студии El Cortijo Studios в Марбелье (Испания), а также Polar Studios, Cosmos Studios и Atlantis Studios в Стокгольме (Швеция) в период между мартом и октябрём 1998 года.

## Об альбоме
Have a Nice Day был выпущен по всему миру, кроме США, где у Roxette не было контракта ни с одной компанией на выпуск их альбома.
Многие не европейские страны выпустили только лишь сингл «Wish I Could Fly» (если они вообще выпускали какой-либо сингл), но в Европе из альбома вышло четыре сингла. Все европейские синглы включают ранее не изданные версии песен Roxette, либо абсолютно новые песни, которые более нигде не записаны.
Когда альбом был выпущен на Ближнем Востоке, обложку альбома пришлось поменять перед тем, как диск мог попасть в музыкальные магазины. Из-за соображений политкорректности, обнажённые дети были убраны с обложки — специальный тираж изготовили в Нидерландах, но только для продажи на Ближнем Востоке.
В некоторых странах Have a Nice Day был перевыпущен осенью 1999 года, но на этот раз альбом включал ещё и 3 бонус-песни, исполненные на испанском языке. Песни:
- «Quisiera volar (Wish I Could Fly)»
- «Alguien (Anyone)»
- «Lo siento (Salvation)»

были переведены на испанский Луисом Гомесом Эсколаром, который также перевёл некоторые песни Roxette для альбома 1996 года Baladas en Español.
Три испанские версии песен изначально планировалось добавить на синглы, выпущенные в Южной Америке, но потом решили всё-таки выпустить их бонус-треками к альбому. «Quisiera volar», «Alguien» и «Lo siento» можно послушать только в самом альбоме Have a Nice Day и на специальных промосинглах, которые были выпущены в Мексике, Испании и Аргентине.

### Обзор песен
5. Anyone: демомикс из двух песен «Anyone / I Love How You Love Me» был записана на хальмстадской студии «T&A» 26 июля 1998 года. Гессле позже признался, что был вдохновлён композицией The Paris Sisters «I Love How You Love Me» (1961) и считает их версию намного лучше своей.

### Песни записанные для альбома, но не вошедшие в него
После выхода альбома в течение многих лет Пер Гессле в интервью или отдельных постах в социальных сетях, а также в отдельном рассказе о своих песнях, вышедшем в релизе The Per Gessle Archives рассказывал о песнях, которые были им написаны, записаны на студии, но не были включены на тот или иной альбом по разным причинам. Среди песен, не вошедших на Have a Nice Day:
«Always the Last to Know» была записана в качестве демоверсии, однако в сам альбом она не попала. Песня была переведена на шведский язык и под названием «Det som var nu» была записана в альбоме Мари Фредрикссон Äntligen (2000) вместе со шведским исполнителем Патриком Исакссоном. Песня стала вторым синглом альбома Äntligen и поднялась до 59 строчки в официальном шведском чарте.
«Loud Clothes» была написана для Have a Nice Day, но никогда не была записана. На песню было записано минимум три демо-версии, одну из которых (T&A Studio, Хальмстад 2002 год) можно послушать на сервисе YouTube.
В 1998 году Гессле написал песню «Walk on, Lonely Eyes» для студийного альбома Roxette Have a Nice Day. В альбом она не вошла и была переведена на шведский язык: под названием «Måla mitt minne» предложена шведскому артисту Фредди Вадлингу (1951—2016). Вадлинг записал её для своего альбома Jag är monstret (2005). В 2002 году Гессле сам записал демоверсию песни «Måla mitt minne» на хальмстадской студии T&A (19 ноября 2002 года) (Пер Гессле сам играет на большинстве инструментов и Матс МП Перссон — на бас-гитаре. Anna Lönnberg-Volden исполнила партию бэк-вокала.) и хотел включить её в альбом Mazarin, но и в этот альбом песня не попала. В итоге, Гессле выпустил песню под названием «En vacker dag» в одноимённом альбоме En vacker dag (2017), записанном в Нашвилле, штат Теннесси. Демоверсия «En vacker dag» была записана в хальмстадской студии T&A 20 и 21 июля 2016 года. В 2022 году демоверсия «Måla mitt minne» была выпущена в цифровом формате в альбоме The Per Gessle Archives — 20 Vackra Demos в качестве традиционного подарка музыканта своим поклонникам на собственный день рождения (12 января). Сам Гессле признаётся, что, «оглядываясь назад», предпочитает именно хальмстадскую демоверсию нашвилльской.

## Список композиций
Слова и музыка всех песен — Пер Гессле, кроме «Waiting for the Rain», написанной Мари Фредрикссон, и «Beautiful Things», созданной Фредрикссон и Гессле. Испанская лирика — Луис Гомес Эсколар.
| №                   | Название                                             | Длительность |
| ------------------- | ---------------------------------------------------- | ------------ |
| 1.                  | «Crush on You»                                       | 3:35         |
| 2.                  | «Wish I Could Fly»                                   | 4:40         |
| 3.                  | «You Can’t Put Your Arms Around What’s Already Gone» | 3:30         |
| 4.                  | «Waiting for the Rain»                               | 3:37         |
| 5.                  | «Anyone»                                             | 4:31         |
| 6.                  | «It Will Take a Long Long Time»                      | 4:03         |
| 7.                  | «7Twenty7»                                           | 3:53         |
| 8.                  | «I Was So Lucky»                                     | 4:17         |
| 9.                  | «Stars»                                              | 3:56         |
| 10.                 | «Salvation»                                          | 4:38         |
| 11.                 | «Pay the Price»                                      | 3:48         |
| 12.                 | «Cooper»                                             | 4:17         |
| 13.                 | «Staring at the Ground»                              | 2:58         |
| 14.                 | «Beautiful Things»                                   | 3:48         |
| Общая длительность: | Общая длительность:                                  | 55:31        |

| №                   | Название                                               | Длительность |
| ------------------- | ------------------------------------------------------ | ------------ |
| 15.                 | «Quisiera volar» (испанская версия «Wish I Could Fly») | 4:45         |
| 16.                 | «Alguien» (испанская версия «Anyone»)                  | 4:31         |
| 17.                 | «Lo siento» (испанская версия «Salvation»)             | 4:44         |
| Общая длительность: | Общая длительность:                                    | 69:31        |

## Участники записи
Roxette:
- Мари Фредрикссон — вокал, бэк-вокал, пианино, клавишные, продюсер, дизайн обложки
- Пер Гессле — вокал, бэк-вокал, акустическая и электрогитара, гармоника, перкуссия, программирование, звукорежиссёр, продюсер, сведение, дизайн обложки

Аккомпанирующий состав:
- Мике «Норд» Андерссон — акустическая гитара и гитара Rickenbacker
- Майкл Ильберт[швед.] — синтезаторы, перкуссия, программирование, звукорежиссёр, продюсер, сведение, аранжировки струнной секции
- Йонас Исакссон — акустическая, электро- и дополнительная бас-гитары
- Кристер Йанссон — ударные и перкуссия (том-том, тарелки, маракас, бубен, сагаты и хлопки в ладоши)
- Кристофер Лундквист — бэк-вокал, бас-гитара, бас с расширенным диапазоном[англ.], цитра, перкуссия, бубен
- Кларенс Эверман — бэк-вокал, педаль вау-вау, пианино, орган Хаммонда и орган Vox Jaguar, колокольчики, клавинет[англ.], меллотрон, оркестровые колокола, синтезаторы, перкуссия, программирование, продюсер, сведение, аранжировки струнной секции
- Матс МП Перссон — акустическая, электро- и двенадцатиструнная гитары, синтезатор, аранжировки струнной секции
- Stockholms Nya Kammarorkester (указано как SNYKO) — струнная секция

| - Свен Андерссон — тенор-саксофон (песня 4) - Стаффан Астнер — акустическая гитара (песня 4); электрогитара (песни 3 и 4) - Магнус Блум — саксофон-альт (песня 5) - Микаэль Болиос — звукорежиссёр и аранжировки духовой секции (песня 4) - Карл-Магнус Боске — дизайн обложки - Карла Коллантес — певчий хора (песня 9) - Мари Димберг — музыкальный менеджер - Хассе Дивик — труба и флюгельгорн (песня 5) - Андерс Эвалдссон — тромбон (песня 5) - Малин Гилле — певчий хора (песня 9) - Сесилия Гротен — певчий хора (песня 9) - Леннарт Хаглунд — помощник инженера | - Матс Холмквист — дирижёр - Йонас Кнутссон — сопрано-саксофон песня 8) - Йенс Линдгард — тромбон (песня 4) - Петтер Линдгард — труба и флюгельгорн (песня 4) - Джордж Марино — мастеринг - Роберт Неттарп — фотограф - Паулина Нильссон — певчий хора (песня 9) - Джеки Эверман — певчий хора (песня 9) - Стаффан Эверман — руководитель хора (песня 9) - Дарина Рённ-Бролин — певчий хора (песня 9) - DJ Shortcut — скрэтчи (песня 3) - Чарли Сторм — программирование (песня 7) |

## Позиции в чартах и сертификации

### Позиции в хит-парадах
| Хит-парад (1999)                             | Высшая позиция |
| -------------------------------------------- | -------------- |
| Австралия (Australian Albums ARIA)           | 62             |
| Австрия (Ö3 Austria)                         | 3              |
| Бельгия/Фландрия (Ultratop)                  | 1              |
| Бельгия/Валлония (Ultratop)                  | 15             |
| Великобритания (UK Albums Chart)             | 28             |
| Венгрия (MAHASZ)                             | 14             |
| Германия (Offizielle Top 100)                | 2              |
| Дания (Danish Albums Hitlisten)              | 6              |
| Европейский союз (European Albums Billboard) | 2              |
| Испания (Spanish Albums Promusicae)          | 2              |
| Италия (Italian Albums FIMI)                 | 14             |
| Канада (Canadian Singles SoundScan)          | 2              |
| Нидерланды (Album Top 100)                   | 12             |
| Норвегия (VG-lista)                          | 6              |
| Финляндия (Suomen virallinen lista)          | 8              |
| Шотландия (Scottish Albums OCC)              | 36             |
| Швеция (Sverigetopplistan)                   | 1              |
| Швейцария (Schweizer Hitparade)              | 2              |
| Япония (Japanese Albums Oricon)              | 19             |

| Хит-парад (1999)                    | Позиция |
| ----------------------------------- | ------- |
| Германия (Jahrescharts Deutschland) | 29      |

| Страна               | Статус     |
| -------------------- | ---------- |
| Австрия (IFPI)       | Золотой    |
| Германия (BVMI)      | Золотой    |
| Испания (PROMUSICAE) | Платиновый |
| Норвегия (IFPI)      | Золотой    |
| Швейцария (IFPI)     | Платиновый |
| Швеция (IFPI)        | Платиновый |

## Отзывы критиков
- Обозреватель Express Entertainment Марк Скала рассказывает краткую историю группы и отмечает, что в альбом вошли «классические мелодии Roxette, а также новые земли в танцевальной песне „Stars“. Альбом знаменует собой возвращение группы в форму»[42].